# Eowedekindellina
Eowedekindellina es un género de foraminífero bentónico de la subfamilia Wedekindellininae, de la familia Fusulinidae, de la superfamilia Fusulinoidea, del suborden Fusulinina y del orden Fusulinida. Su especie tipo es Eowedekindellina fusiformis. Su rango cronoestratigráfico abarca el Bashkiriense (Carbonífero superior).

## Discusión
Clasificaciones más recientes incluyen Eowedekindellina en la subclase Fusulinana de la clase Fusulinata.

## Clasificación
Eowedekindellina incluye a las siguientes especies:
- Eowedekindellina fusca †
- Eowedekindellina fusiformis †
- Eowedekindellina normalis †
- Eowedekindellina pseudotriangula †
- Eowedekindellina solita †
- Eowedekindellina turkestanica †